# Nathalie Stutzmann
Nathalie Stutzmann (Suresnes, 6 mei 1965) is een Franse altzangeres en dirigente.
Stutzmann studeerde aan de conservatoria van Nancy en Parijs in de vakken zang, piano, fagot, kamermuziek en directie. Haar zangleraren waren haar moeder Christiane Stutzmann, Michel Sénéchal en Lou Bruder, waarna ze nog lessen aan de École d’Art Lyrique de l’Opéra de Paris en bij de bas-bariton Hans Hotter volgde. Ze debuteerde in Parijs met een uitvoering van Johann Sebastian Bachs Magnificat, waarbij vooral haar volle donkere stem en haar expressieve manier van zingen opvielen. Stutzmann trad onder andere met de Berliner Philharmoniker, de London Symphony Orchestra en het Koninklijk Concertgebouworkest op waarbij Seiji Ozawa, Mstislav Rostropovich, Colin Davis en Simon Rattle dirigeerden. Met Philippe Jaroussky zong zij de aria "Son nata a lagrimar” uit de opera Giulio Cesare van Georg Friedrich Händel. Ze vertolkte ook een groot aantal operarollen.
Voorts is ze actief op het gebied van het lied waarbij haar voorkeur uitgaat naar het Franse en het Duitse repertoire. Sinds 1994 treedt ze samen met de Zweedse pianiste Inger Södergren op.
Enige jaren geleden heeft zij ook de dirigeerstok weer opgepakt en staat ze regelmatig voor grote orkesten. Zij dirigeerde ook het door haar zelf opgerichte orkest Orfeo 55.